# Le Gang Kelly
Pour plus de détails, voir Fiche technique et Distribution.
Le Gang Kelly (True History of the Kelly Gang) est un western biographique australien réalisé par Justin Kurzel, sorti en 2019. Il s'agit d'un film biographique sur Ned Kelly. Il est présenté au festival international du film de Toronto 2019.

## Synopsis
Au XIXe siècle, Ned Kelly, jeune hors-la-loi australien, va connaitre l'ascension avec son gang qu'il dirige d'une main de maître.

## Fiche technique
- Titre original : True History of the Kelly Gang
- Titre français : Le Gang Kelly
- Réalisation : Justin Kurzel
- Scénario : Shaun Grant
- Directrice artistique : Janie Parker
- Décors : Karen Murphy
- Costumes : Alice Babidge
- Photographie : Ari Wegner
- Montage : Nick Fenton
- Musique : Jed Kurzel
- Production : Justin Kurzel, Paul Ranford, Hal Vogel et Liz Watts
- Production déléguée : Naima Abed, David Aukin, Peter Carey, Emilie Georges, Raphael Perchet et Vincent Sheehan
- Sociétés de production :  Picturehouse Entertainment, Screen Australia, La Cinéfacture, Film Victoria Australia et Film4
- Sociétés de distribution : Stan Originals (Australie), Picturehouse Entertainment (Royaume-Uni), IFC Films (États-Unis), Metropolitan Filmexport (France)
- Pays de production :  Australie,  France,  Royaume-Uni
- Langue originale : anglais
- Format : couleur
- Genre : western, biopic
- Dates de sortie :
  - Canada : 11 septembre 2019 (festival international du film de Toronto)
  - Australie : 9 janvier 2020
  - Royaume-Uni : 28 février 2020
  - France : 16 septembre 2020 (en DVD et Blu-ray) ; 11 novembre 2020 (en VOD)

## Distribution
- George MacKay (VF : Martin Faliu) : Ned Kelly
  - Orlando Schwerdt (VF : Kaycie Chase) : Neil Kelly jeune
- Russell Crowe (VF : Emmanuel Jacomy) : Harry Power
- Nicholas Hoult (VF : Emmanuel Garijo) : Constable Fitzpatrick
- Essie Davis (VF : Juliette Degenne) : Ellen Kelly
- Sean Keenan : Joe Byrne
- Jacob Collins-Levy : Thomas Curnow
- Thomasin McKenzie : Mary
- Charlie Hunnam (VF : Valentin Merlet) : le sergent O'Neill
- Claudia Karvan : Mme Shelton
- Marlon Williams (VF : Nicolas Hardy) : George King
- Jillian Nguyen : Molly Kane
- Louis Hewison : Steve Hart
- Earl Cave (VF : Tom Trouffier) : Dan Kelly